# Ludwig Raiser
Ludwig Gustav Raiser (* 27. Oktober 1904 in Stuttgart; † 13. Juni 1980 in Tübingen) war ein deutscher Privatrechtler. Er war Professor an der Universität Göttingen sowie der Universität Tübingen und amtierte an beiden Universitäten zudem jeweils als Rektor. Von 1951 bis 1955 war er Präsident der Deutschen Forschungsgemeinschaft und von 1961 bis 1965 Vorsitzender des Wissenschaftsrats. Darüber hinaus war er von 1970 bis 1973 Präses der Synode der Evangelischen Kirche in Deutschland.

## Familie und Ausbildung
Als Sohn von Carl Raiser, des Generaldirektors der Württembergischen Privat-Feuer-Versicherungs-Gesellschaft, wurde Raiser in eine Familie des schwäbischen Großbürgertums geboren. Nach seinem Abitur am Eberhard-Ludwigs-Gymnasium in Stuttgart absolvierte er ein kaufmännisches Praktikum. Hieran schloss sich ab dem Wintersemester 1923/24 das Studium der Rechtswissenschaften an den Universitäten München, Genf und Berlin an, das Raiser 1927 abschloss. Unter Vermittlung von Martin Wolff wurde er 1927 Assistent am Kaiser-Wilhelm-Institut für ausländisches und internationales Privatrecht an der Universität Berlin, das unter Leitung des berühmten Rechtsvergleichers Ernst Rabel stand. 1931 wurde Raiser mit seiner Dissertation Die Wirkungen der Wechselerklärungen im internationalen Privatrecht zum Doktor der Rechte promoviert. Mit seinem bedeutendsten Werk mit dem Titel Das Recht der Allgemeinen Geschäftsbedingungen erfolgte nur zwei Jahre später die Habilitation Raisers.
Sein Sohn Konrad wurde Theologe und war Generalsekretär des Ökumenischen Rates der Kirchen.

## Beruflicher Werdegang bis 1945
Trotz Habilitation im Dezember 1933 erhielt Raiser keine Dozentur, weil er zusammen mit anderen Dozenten und Habilitanden gegen die im Zuge der Machtergreifung vorgenommenen Entlassungen jüdischer und anderer politisch verdächtiger Professoren protestiert hatte. Aus diesem Grund schrieb Raiser bis 1935 an seinem Buch, das denselben Titel wie seine Habilitationsschrift trug und bis zur Verabschiedung des Gesetzes zur Regelung des Rechts der Allgemeinen Geschäftsbedingungen im Jahre 1976 die Grundlage für die Prüfung der Wirksamkeit so genannter Allgemeiner Geschäftsbedingungen bildete und insoweit Grundlage für den Schutz des Verbrauchers war. Durch die Kontakte seines Vaters gelang ihm sodann der Einstieg in die Versicherungswirtschaft. Dort war er in der Magdeburger Versicherungsgruppe als Vorstandsmitglied für das Auslandsgeschäft zuständig. 1942 wurde er trotz seiner Regimegegnerschaft an die im faktisch annektierten Elsass neu gegründete Reichsuniversität Straßburg berufen. Vorlesungen hielt er wegen seiner Einberufung als Soldat allerdings nicht ab. Während des Zweiten Weltkriegs geriet Raiser in englische Kriegsgefangenschaft, aus der er auf Betreiben Rudolf Smends freigelassen und an die Universität Göttingen berufen wurde.

## Wirken nach 1945
Als Professor in Göttingen war Raiser für die Entnazifizierung des Lehrkörpers zuständig. Nach einer Gastdozentur in Berlin wurde er, um Abwerbungsversuche der Friedrich-Wilhelms-Universität abzuwehren, 1948 zum Rektor der Universität gewählt. Dieses Amt hatte er bis 1950 inne. In dieser Zeit war er wesentlich an der Gründung der Westdeutschen Rektorenkonferenz und der Deutschen Forschungsgemeinschaft beteiligt. Letztere leitete er von 1951 bis 1955.
Sodann nahm Raiser den Ruf an die Eberhard-Karls-Universität Tübingen an, wo er bis zu seiner Emeritierung 1973 unterrichtete.
Den Schwerpunkt seiner Arbeit bildeten dabei das Gesellschafts- und das Wirtschaftsrecht. Auch gab er das von Martin Wolff begründete Lehrbuch für Sachenrecht heraus (10. Auflage 1957). Neben seiner Tätigkeit in Wissenschaft und Lehre nahm er auch viele außeruniversitäre Aufgaben wahr, z. B. als Mitglied im Wissenschaftlichen Beirat beim Bundesminister für Wirtschaft. Von 1961 bis 1965 war Raiser Vorsitzender des Wissenschaftsrats. Nach Beendigung dieser Tätigkeit leitete er die Gründung der Alfried Krupp von Bohlen und Halbach-Stiftung. Hieran schloss sich ein sechsmonatiger Forschungsaufenthalt an der University of California, Berkeley an. Das Angebot Gustav Heinemanns, als Nachfolger von Bruno Heusinger Präsident des Bundesgerichtshofs zu werden, lehnte Raiser ab und nahm ab 1968 die Stelle des Rektors der Tübinger Universität ein, die er bis zum 30. September 1969 bekleidete. Daneben engagierte er sich in der evangelischen Kirche. Er war von 1949 bis 1973 Mitglied der Synode der Evangelischen Kirche in Deutschland (EKD) und von 1970 bis 1973 deren Präses.
Von 1961 bis 1970 war er Vorsitzender der Kammer für öffentliche Verantwortung der EKD. Raiser gehörte zu den Verfassern des am 24. Februar 1962 veröffentlichten Tübinger Memorandums, das sich gegen nukleare Aufrüstung der Bundesrepublik und für die Anerkennung der Oder-Neiße-Grenze aussprach. Unter seinem Vorsitz erschien 1965 die umstrittene EKD-Denkschrift Die Lage der Vertriebenen und das Verhältnis des deutschen Volkes zu seinen östlichen Nachbarn, welche beabsichtigte, die Opfer der Vertriebenen in Beziehung zu setzen zur Schuld des deutschen Volkes am Eroberungs- und Vernichtungskrieg.
1971 wurde er zum korrespondierenden Mitglied der British Academy gewählt.

## Auszeichnungen (Auswahl)
- Großes Bundesverdienstkreuz (1955) mit Stern (1964)
- Theodor-Heuss-Preis (1967)
- Ehrensenator der TH Darmstadt (1955)
- Verdienstmedaille des Landes Baden-Württemberg (1975)[14]
- Freiherr-vom-Stein-Preis (1976)

## Veröffentlichungen (Auswahl)
- Die Wirkungen der Wechselerklärungen im Internationalen Privatrecht. de Gruyter, Berlin 1931 (= Beiträge zum ausländischen und internationalen Privatrecht. Band 4).
- Das Recht der allgemeinen Geschäftsbedingungen. 1. Auflage. Hanseatische Verlagsanstalt, Hamburg 1935 (Neuauflage: Gentner, Bad Homburg 1961).
- Rechtsfragen der Mitbestimmung. Westdeutscher Verlag, Köln 1954 (= Arbeitsgemeinschaft für Forschung des Landes Nordrhein-Westfalen. Band 20).
- Lehrbuch des Bürgerlichen Rechts. Band 3: Sachenrecht. 10. Auflage, Mohr, Tübingen 1957.
- Dingliche Anwartschaften. Mohr, Tübingen 1961 (= Tübinger rechtswissenschaftliche Abhandlungen. Band 1).
- Die Aufgaben des Wissenschaftsrates. Westdeutscher Verlag, Köln/Opladen 1963.
- Die Aufgabe des Privatrechts. Aufsätze zum Privat- und Wirtschaftsrecht aus drei Jahrzehnten. Athenäum-Verlag, Kronberg/Ts. 1977, ISBN 3-7610-6207-9.
- Vom rechten Gebrauch der Freiheit. Aufsätze zu Politik, Recht, Wissenschaftspolitik und Kirche. Klett-Cotta, Stuttgart 1982, ISBN 3-608-93029-9.

Festschrift
- Fritz Baur (Hrsg.): Funktionswandel der Privatrechtsinstitutionen. Festschrift für Ludwig Raiser zum 70. Geburtstag. Mohr, Tübingen 1977, ISBN 3-16-636402-1.